# Meridiano 46 W
O meridiano 46 W é um meridiano que, partindo do Polo Norte, atravessa o Oceano Ártico, Groenlândia, Oceano Atlântico, América do Sul, Oceano Antártico, Antártida e chega ao Polo Sul.
Forma um círculo máximo com o Meridiano 134 E.
Começando no Polo Norte, o meridiano 46º Oeste tem os seguintes cruzamentos:
| País, território ou mar | Notas |
| ----------------------- | --- |
| Oceano Ártico           | |
| Mar de Lincoln          | |
| Gronelândia             | Ilha Sverdrup |
| Mar de Lincoln          | |
| Gronelândia             | Ilha Nares Land                                                                                                   |
| Fiorde Victoria         | |
| Gronelândia             | |
| Oceano Atlântico        | |
| Brasil                  | Maranhão Tocantins Bahia Goiás (cruza Goiás e Bahia várias vezes) Bahia Minas Gerais Bahia Minas Gerais São Paulo |
| Oceano Atlântico        | |
| Oceano Antártico        | |
| Ilhas Órcades do Sul    | Ilha Coroação - reivindicada pela Argentina (Antártida Argentina) e Reino Unido (Território Antártico Britânico)  |
| Oceano Antártico        | |
| Antártida               | Território reivindicado pela Argentina (Antártida Argentina) e Reino Unido (Território Antártico Britânico)       |